# Undercover Boss
Undercover Boss is een realityprogramma waarvan er in meerdere landen, waaronder in Nederland, lokale versies van zijn geproduceerd. Het format komt oorspronkelijk uit het Verenigd Koninkrijk, waar het op 18 juni 2009 in première ging op Channel 4. In Undercover Boss gaan directieleden, leidinggevende of eigenaren undercover in hun eigen bedrijf. Ze hopen zo te ontdekken hoe het eraan toe gaat in het bedrijf en of er nog verbeterpunten doorgevoerd kunnen worden.

## Format
Elke aflevering is voorzien van een leidinggevende of de eigenaar van een bedrijf. Deze leidinggevende of eigenaar gaat undercover als een normale werknemer in hun eigen bedrijf. Het uiterlijk van de persoon wordt voor de undercoveractie veranderd, en de persoon krijgt een verhaal mee over zijn fictieve verleden. De fictieve verklaring dat gegeven wordt voor de begeleidende cameraploeg is dat de leidinggevenden worden gefilmd als onderdeel van een documentaire over werknemers in een bepaalde bedrijfstak. De persoon gaat ongeveer een week undercover werken op verschillende afdelingen van het bedrijf, met elke dag een andere baan en in de meeste gevallen ook elke dag een andere locatie.
Aan het einde van de undercoverweek keren de leidinggevenden terug naar huis en nemen ze hun ware identiteit weer aan. Hierna worden de medewerkers met wie is samengewerkt of gesproken tijdens de undercoveractie opgeroepen om langs te komen op het hoofdkantoor. De bazen onthullen hier hun identiteit, waarna de werknemers meestal een beloning krijgen voor hun harde werk. Deze beloning is meestal promotie of een financiële beloning, al zorgt de baas soms ook voor betere arbeidsomstandigheden, medewerking aan een marketingcampagne of een opleiding om verder te kunnen groeien in het bedrijf.

## Franchises

### Nederland
Op 8 juli 2010, kort nadat RTL 4 startte met het uitzenden van de Britse Undercover Boss, maakte Veronica bekend met een Nederlandse versie van het programma te komen. Dit eerste seizoen, met Lauren Verster als presentatrice, ging van start op 21 september 2010. In het eerste seizoen gingen de directeuren van Securitas, Libéma, Deli XL, Dolmans, RET en Topshelf undercover.
Op 11 februari 2011 maakte Veronica bekend in het najaar van 2011 een tweede reeks uit te gaan zenden, opnieuw met Verster als presentatrice. In de zomer van 2011 werd de eerste zesdelige-reeks nogmaals uitgezonden.
Vanaf 27 oktober 2017 keert de Nederlandse versie terug met nieuwe afleveringen SBS6.
Producent werd het Nederlandse mediabedrijf IDTV.
De Britse en Amerikaanse afleveringen van Undercover Boss worden sinds 16 juni 2010 met een Nederlandse voice-over uitgezonden op RTL 4.
Het programma heeft veel overeenkomsten met het eerder door de RVU uitgezonden programma Terug op de werkvloer behalve dat in dat programma de werknemers wel wisten dat de baas op de werkvloer was.

### Verenigd Koninkrijk
Het eerste seizoen in het Verenigd Koninkrijk ging op Channel 4 in première op 18 juni 2009.. In juli 2010 startte er een tweede seizoen van Undercover Boss welke zes afleveringen telde.

### Verenigde Staten
De eerste aflevering in de Verenigde Staten werd uitgezonden op 7 februari 2010. Deze aflevering trok 38.600.000 kijkers naar CBS, waarmee Undercover Boss het grootste publiek ooit met een nieuw programma trok.
Op 9 maart 2010 maakte CBS bekend met een tweede seizoen te komen, welke in première ging op 26 september 2010, en 22 afleveringen telde.

### Overige landen
- Australië
- België
- Canada
- Denemarken
- Duitsland
- Israël[10]
- Noorwegen
- Spanje
- Turkije
- Zweden[10]